# 1928年アムステルダムオリンピックのアイルランド選手団
1928年アムステルダムオリンピックのアイルランド選手団（1928ねんアムステルダムオリンピックのアイルランドせんしゅだん）は、1928年7月28日から8月12日にかけてオランダのアムステルダムで開催された1928年アムステルダムオリンピックのアイルランド選手団、およびその競技結果。

## 概要
今大会は金メダル1個、合計1個のメダルを獲得した。アイルランドがメダルを獲得したのは史上初めて。

## メダル
| メダル | 選手名                   | 競技 | 種目             |
| ------ | ------------------------ | ---- | ---------------- |
| 金     | パトリック・オキャラハン | 陸上 | 男子ハンマー投げ |